# 啟德

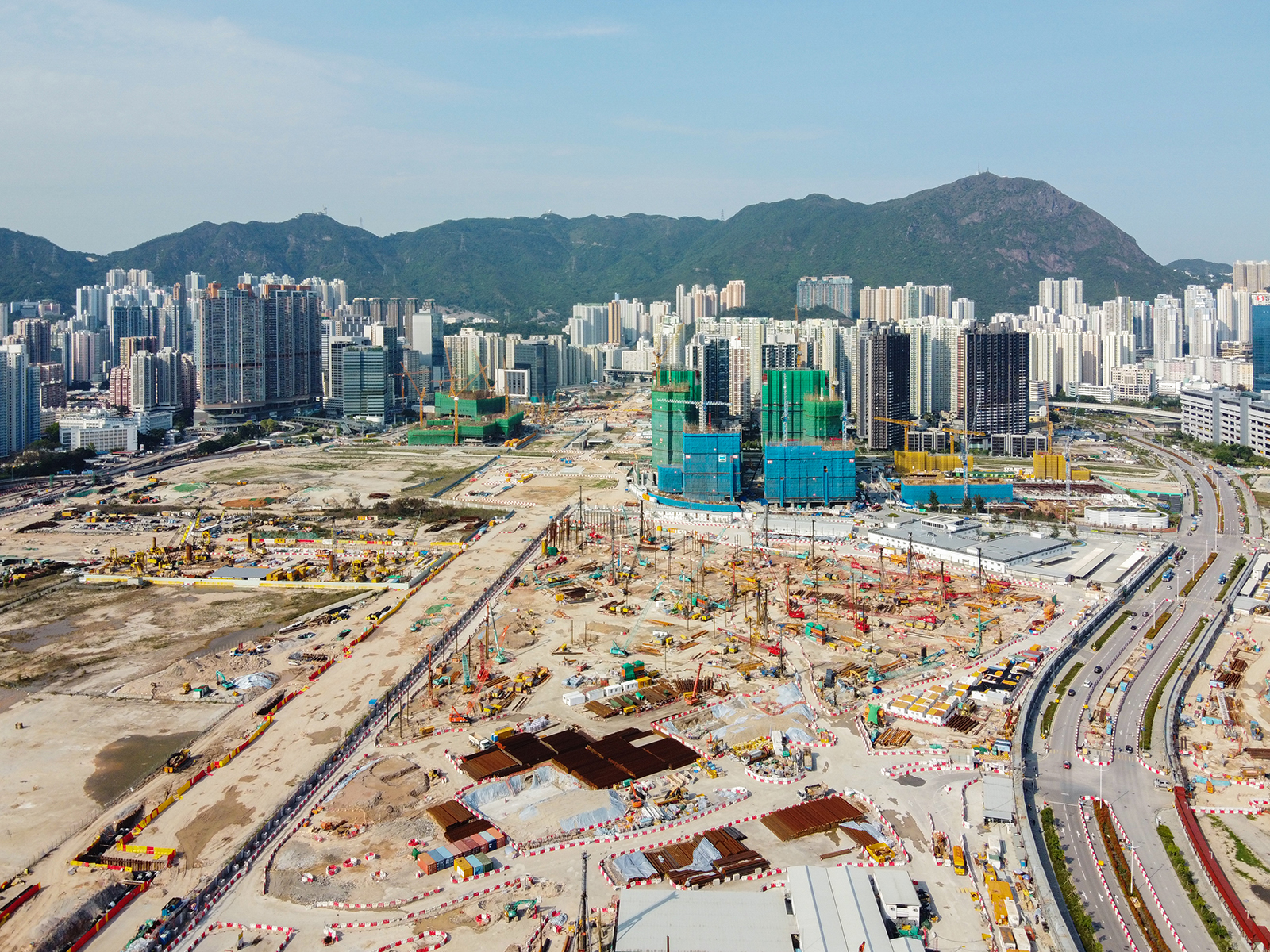
眺望啟德發展區（2020年）

啟德，又稱啟德發展區（英語：Kai Tak Development Area），或依地理稱為東南九龍（英語：South East Kowloon），是一個香港地方，屬九龍中的九龍城區。啟德現時正在根據《啟德發展計劃》和《起動九龍東》進行新一輪的發展，而根據香港政府「分區計劃大綱圖」，範圍包括原啟德機場用地，以及鄰近海旁。以現時香港政府「分區計劃大綱圖」，啟德南至宋皇臺道及啟德隧道與馬頭角及馬頭涌為界，東至觀塘繞道與九龍灣為界，北至太子道東與九龍城及新蒲崗為界。

## 歷史

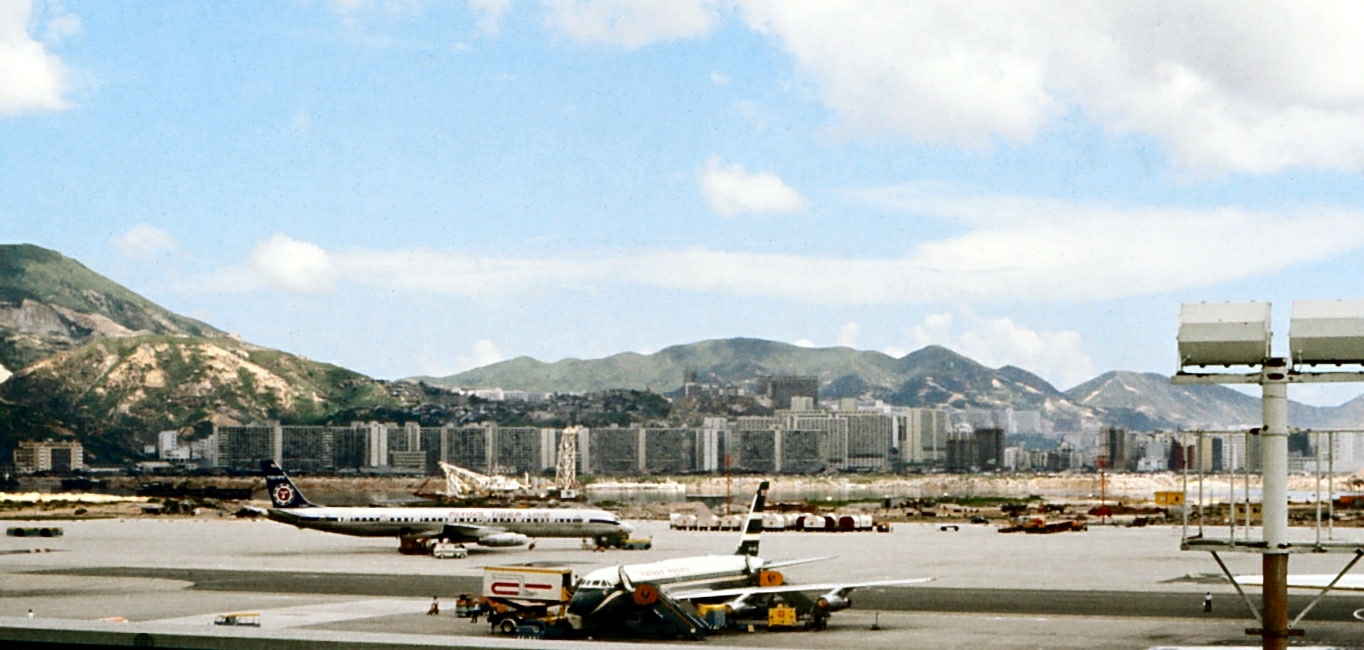
1971年的啟德機場

20世紀初，華商何啟和區德（又名區澤民）合資經營「啟德營業有限公司」（Kai Tack Land Investment Co., Ltd.），在九龍灣北岸進行填海工程。1914年4月獲得政府批准，1916年工程展開。新填地面積有120英畝，原計劃發展成花園城市住宅區。填海地域以二人合資之公司的名字命名，稱作「啟德濱」（Kai Tak Bund）。1920年完成首期填海及房屋建築工程、1927年完成第二期填海工程。由於1920年代香港兩次罷工導致工程延誤收入不合預期，啟德公司因此倒閉，當時政府屬意讓這一大幅空置土地用作機場用途。土地先後成為英國皇家空軍機場、飛行會和飛行訓練中心，及後建成啟德機場（Kai Tak Airport）。
第二次世界大戰爆發；香港被日本佔領期間，把啟德濱住宅區及附近一些村落夷平，擴建機場作軍事用途。按照「香港佔領地總督部」劃分，「啟德區」則指整個東九龍，即今日黃大仙區與觀塘區。
「啟德」過去通常指啟德機場、舊跑道、停機坪或者前皇家空軍基地一帶範圍；尤其1958年前，啟德機場舊跑道位於新蒲崗的位置，故此鄰近地區有部分建築物也會以此命名，例如位於牛池灣的啟德大廈、黃大仙的啟德花園及其前身啟德邨、新蒲崗的東啟德體育館、東啟德遊樂場、啟德工業大廈、已結業的啟德遊樂場等等。

## 發展

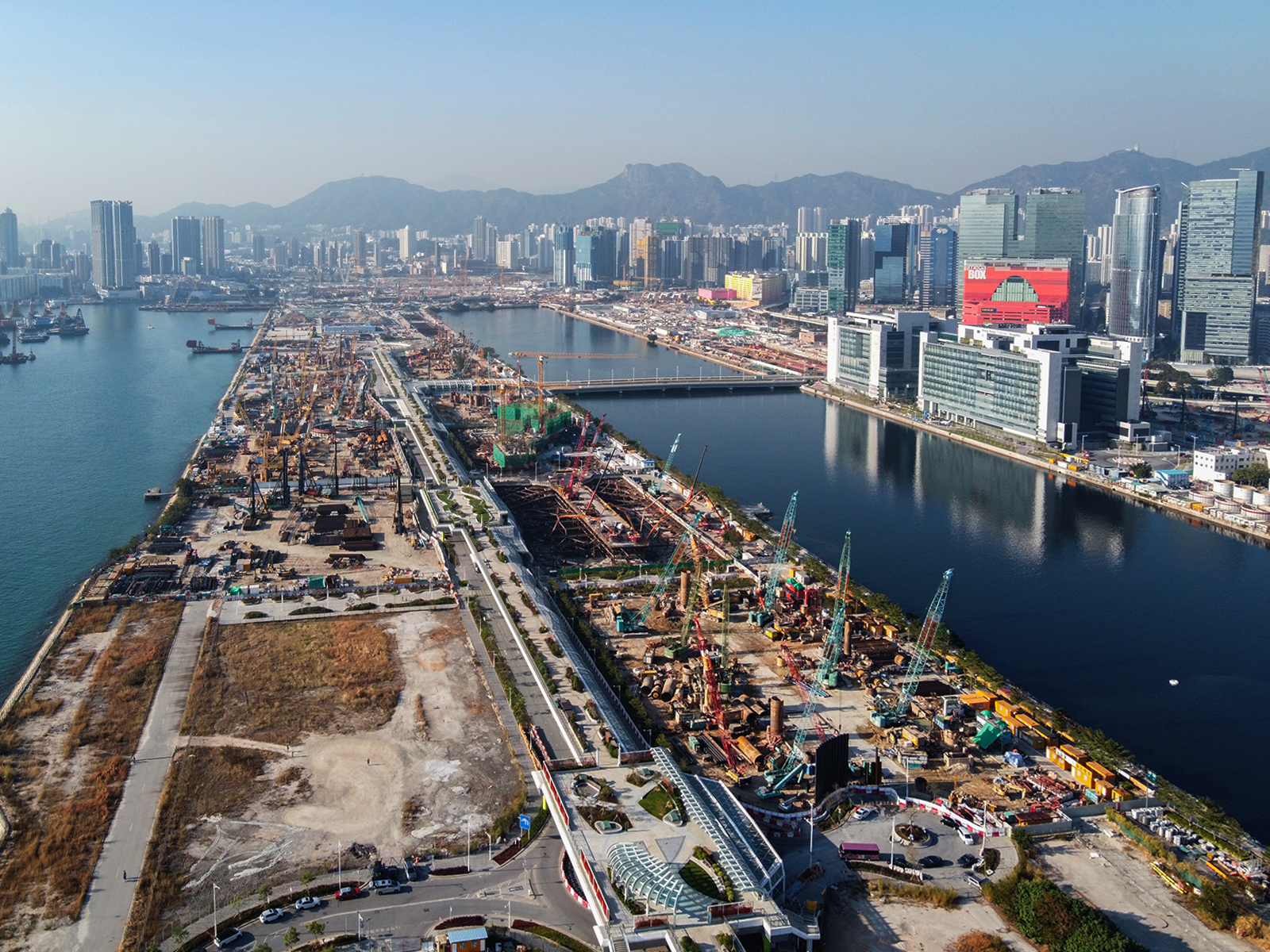
啟德跑道區原本多幅土地作酒店/商業用途，但其後因反應欠理想而改為住宅用地（2020年12月）

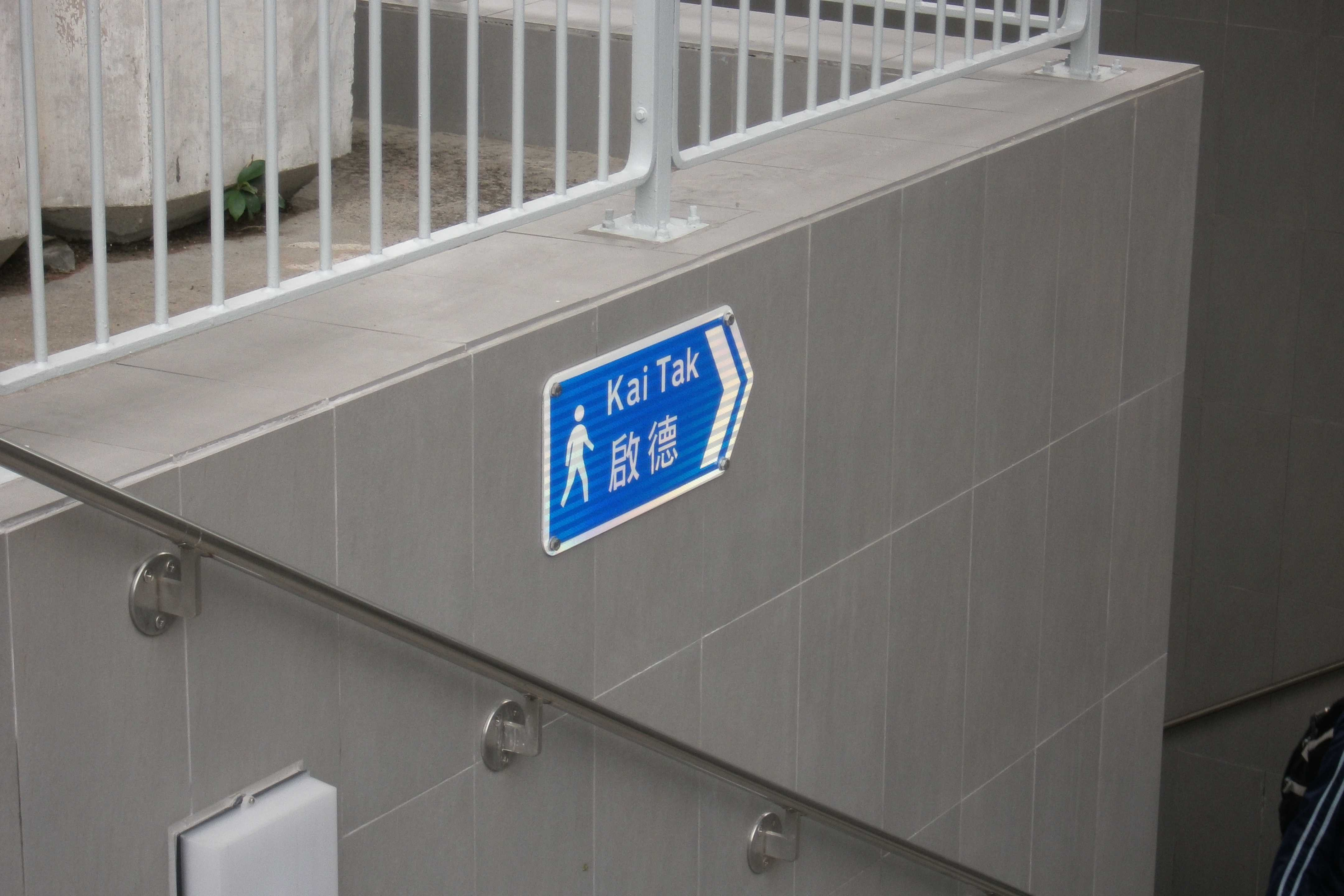
「啟德發展計劃」開展後，在新蒲崗太子道東標示通往「啟德」的新路牌

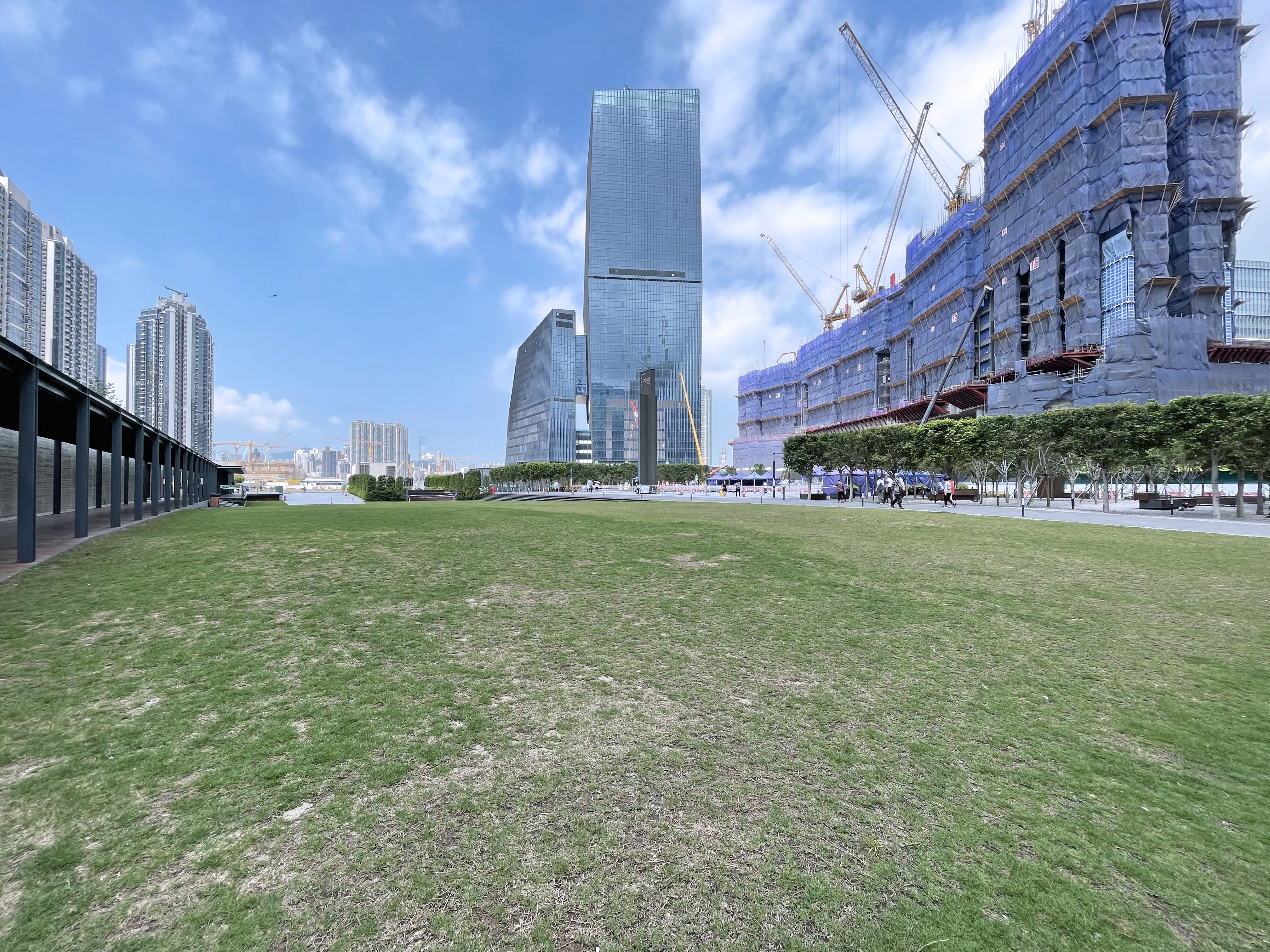
啟德車站廣場

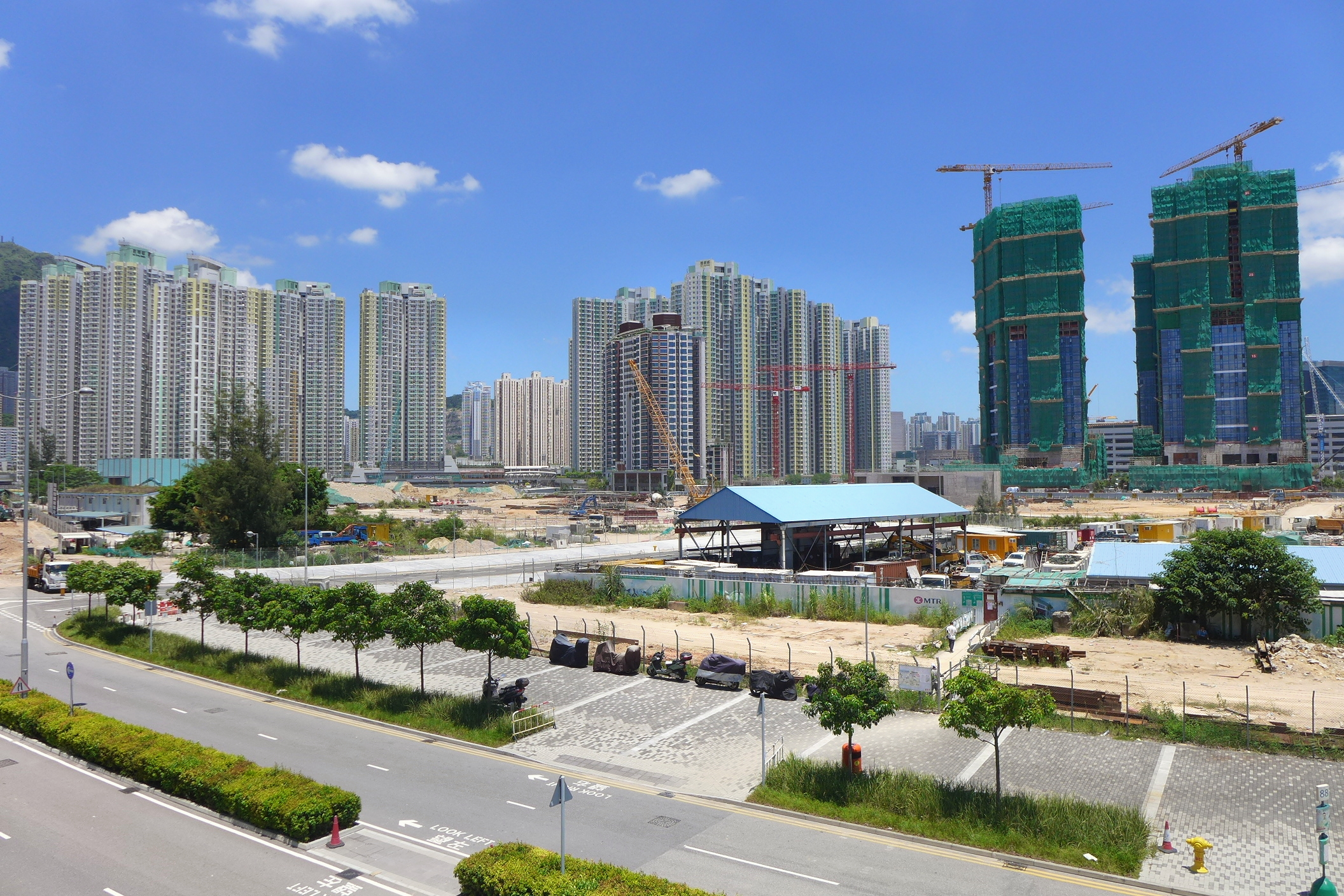
2016年啟德發展區內已落成多個住宅

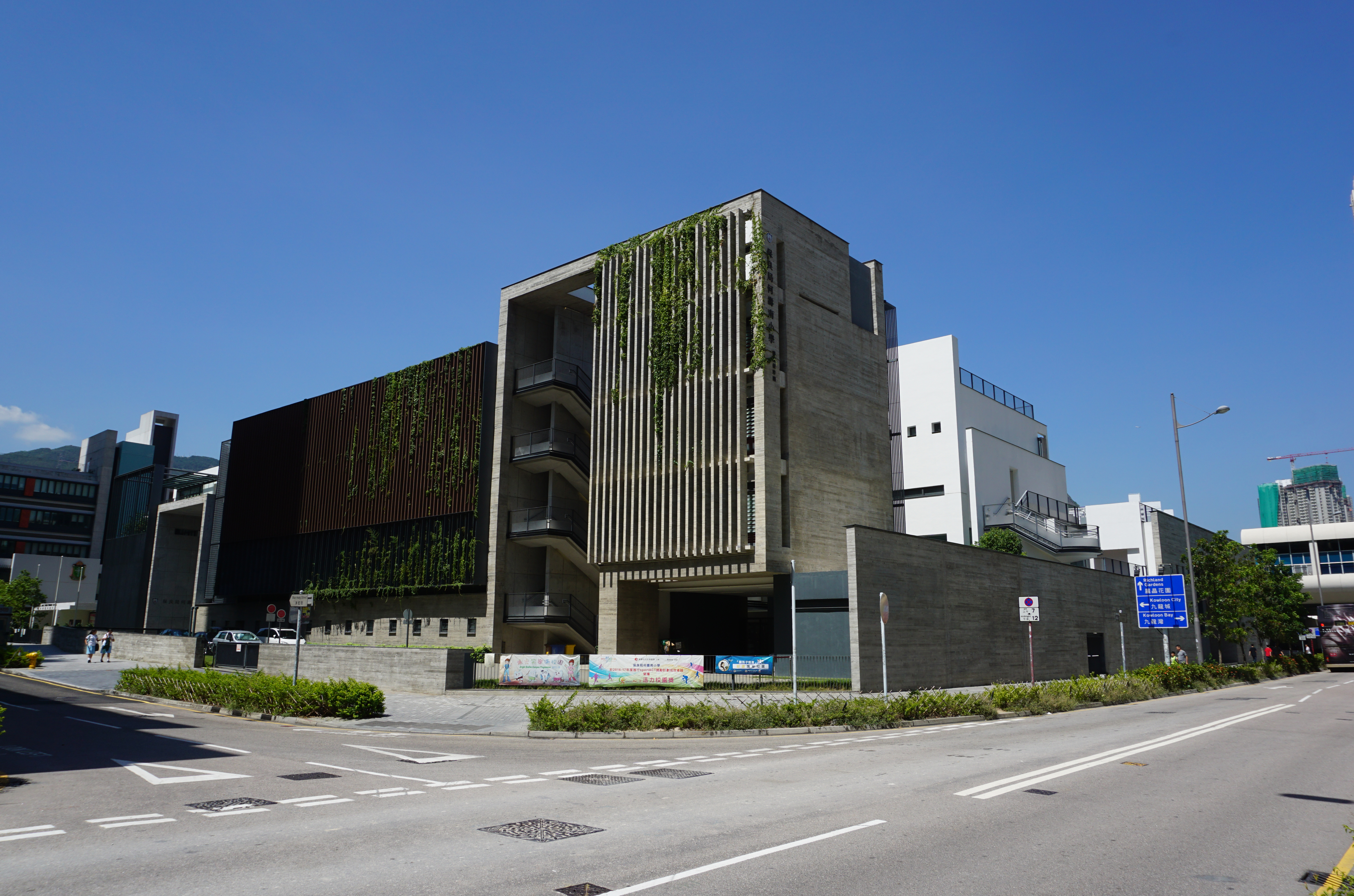
保良局何壽南小學新校舍

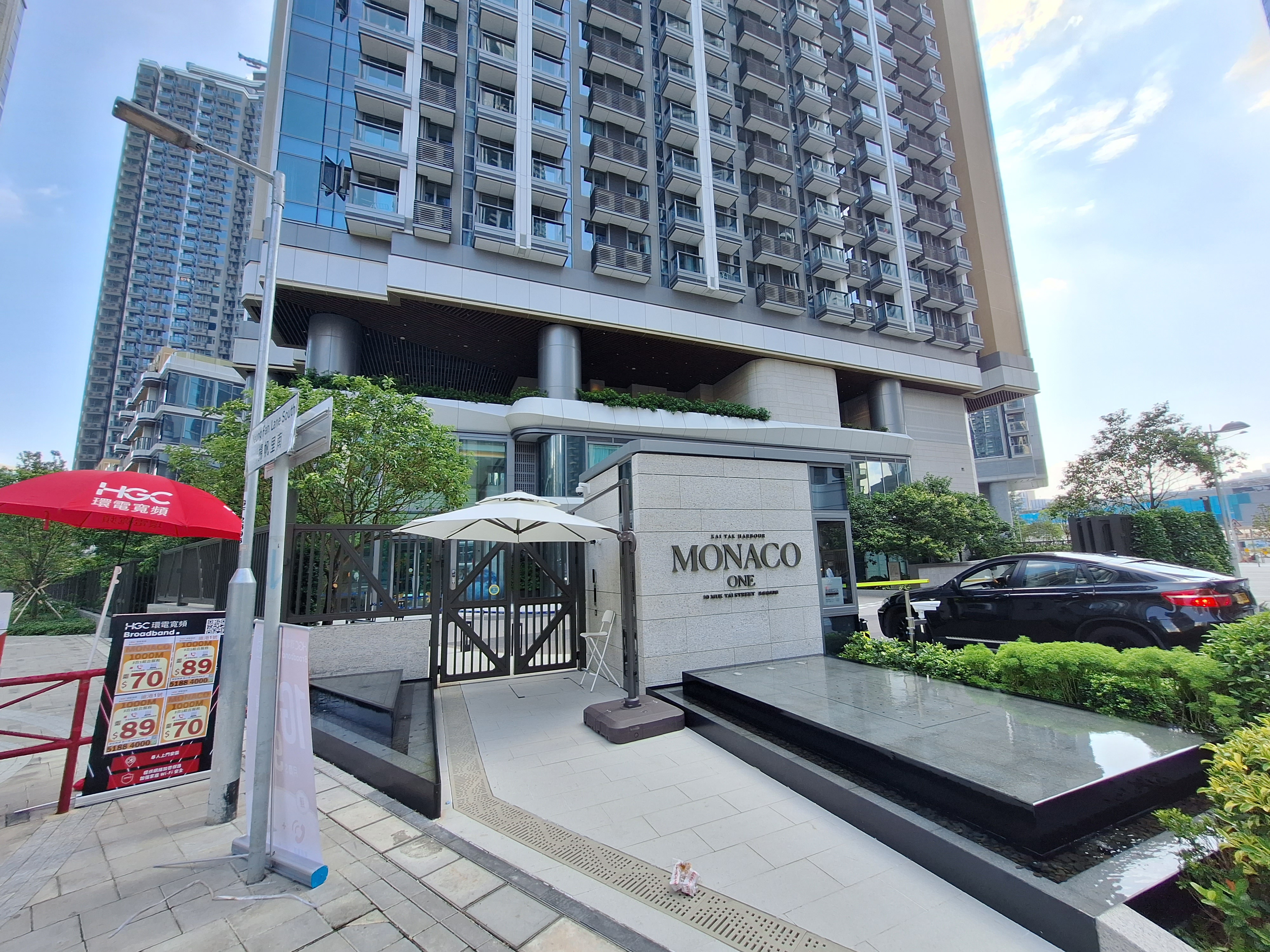
會德豐地產以摩納哥為主題的高尚住宅MONACO ONE正門入口

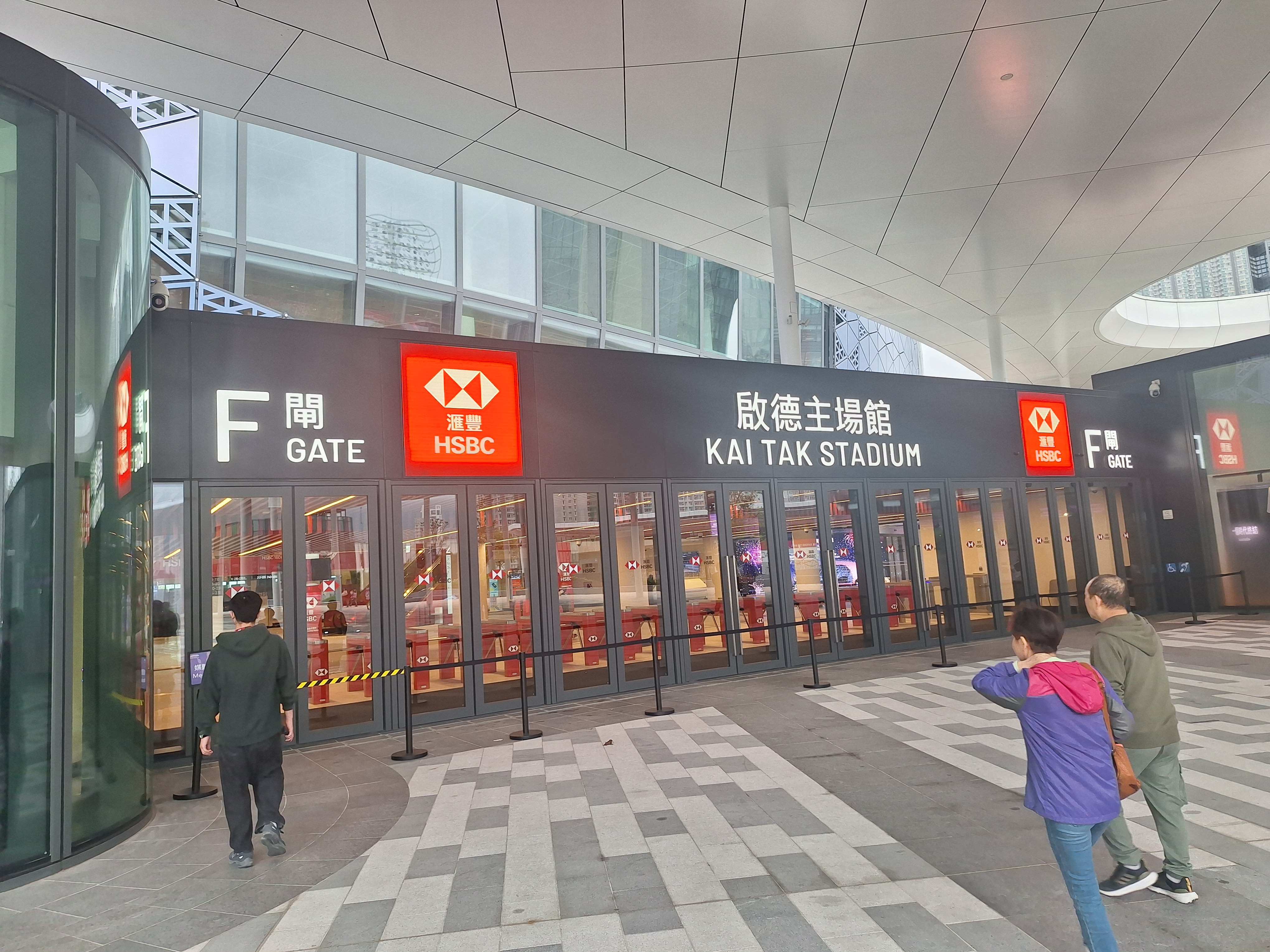
啟德體育園主場館

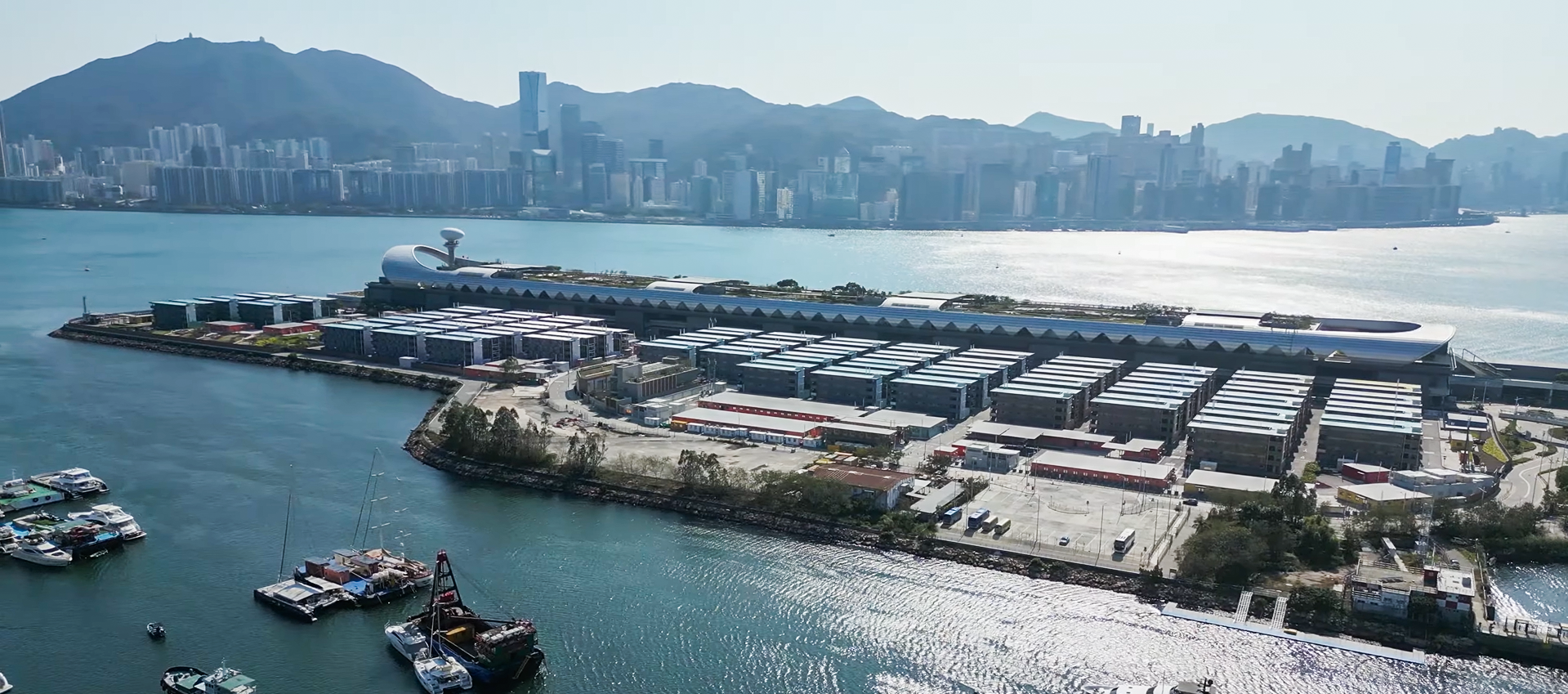
2022年新型肺炎疫情期間，政府將啟德跑道公園大草坪改建成啟德社區隔離設施，共提供逾2700個單位

《啟德發展計劃》前身為《東南九龍發展規劃》，是因應啟德機場搬遷之後，將鄰近海面（即原來整個九龍灣）填海並連同機場用地重新發展；經過多年研究，受到灣仔填海計劃第2期的訴訟影響，香港政府於2004年7月重新就此檢討，以「不填海」原則重新規劃，並且諮詢至2006年。
最終於2007年11月6日由行政長官會同行政會議通過新修訂《啟德分區計劃大綱圖》，《啟德發展計劃》正式啟動，興建包括啟德體育城、都會公園、郵輪碼頭、酒店、住宅、商業及娛樂等核心建築項目，首階段項目於2013年或以前陸續地落成，次階段項目將會於2016年或以前陸續地落成，終階段項目將會於2021年或以前陸續落成，即預計於2021年全面竣工。

## 區議會議席分佈
按香港區議會的分界來說，啟德除了指前啟德機場拆卸之後留下的一大片空地外，曾包括在馬頭角和土瓜灣一帶的唐樓舊區（十三街一帶），以及鄰近的工業區。主要是因為該區用作空運中心的源故。
根據2015年以前的九龍城區選區分界圖，宋皇臺道以東、太子道東以南、觀塘繞道、啟東道及承啟道以西的範圍（原啟德機場包括原客運大樓至啟德明渠的跑道範圍）屬於G11啟德選區的一部分，即使啟晴邨及德朗邨與九龍灣相連，但兩個公共屋邨也是屬於G11啟德選區。
由2016年開始，原有G11啟德選區分拆成三個選區：十三街一帶的G02宋皇臺選區及啟德發展區內的G12啟德北選區、G13 啟德南選區。
2019年由於啟德發展區多個屋苑相繼落成，人口持續上升，選管會將啟德重新分劃選區。當中將啟德北選區內的德朗邨德瑜樓和德珮樓劃入啟德南選區，而改動後改稱啟德東，由德朗邨全邨組成，並將區界內的煥然壹居編入啟德北選區，至於其他屋苑則劃入啟德中及南選區。 

### 沿革
| 範圍/年度                                                                           | 2000-2003    | 2004-2007    | 2008-2011    | 2012-2015    | 2016-2019      | 2020-2023          |
| ----------------------------------------------------------------------------------- | ------------ | ------------ | ------------ | ------------ | -------------- | ------------------ |
| 宋皇臺道以南，馬頭角和土瓜灣一帶的唐樓舊區（十三街一帶）                            | G11 啟德選區 | G11 啟德選區 | G11 啟德選區 | G11 啟德選區 | G02 宋皇臺選區 | G02 宋皇臺選區     |
| 啟晴邨、晴朗商場、 擬建之新東九龍總區總部及行動基地暨牛頭角分區警署                 | G11 啟德選區 | G11 啟德選區 | G11 啟德選區 | G11 啟德選區 | G12 啟德北選區 | G12 啟德北選區     |
| 德朗邨德瑜樓、德珮樓                                                                | G11 啟德選區 | G11 啟德選區 | G11 啟德選區 | G11 啟德選區 | G12 啟德北選區 | G13 啟德東選區     |
| 德朗邨其他住宅大樓                                                                  | G11 啟德選區 | G11 啟德選區 | G11 啟德選區 | G11 啟德選區 | G13 啟德南選區 | G13 啟德東選區     |
| 煥然壹居                                                                            | G11 啟德選區 | G11 啟德選區 | G11 啟德選區 | G11 啟德選區 | G13 啟德南選區 | G12 啟德北選區     |
| 啟德站、宋皇臺站、工業貿易大樓、 啟德郵輪碼頭、香港兒童醫院以及啟德發展區內其他範圍 | G11 啟德選區 | G11 啟德選區 | G11 啟德選區 | G11 啟德選區 | G13 啟德南選區 | G14 啟德中及南選區 |

備註：以上主要範圍尚有其他細微分界，請參閱有關區議會選舉選區分界地圖。

## 區內重要地點
啟德發展區提供106萬平方米樓面商業區，吸引跨国企業於啟德設立辦公室。而因應香港政府的起動東九龍計劃及啟德發展計劃，許多政府机构辦事處亦搬到啟德及鄰近地區，如觀塘，促进東九龍成為另一个香港核心商業區。

### 政府部門辦事處及辦公大樓
- 稅務中心
- 工業貿易大樓及啟德社區會堂
- 東九龍總區總部及行動基地暨牛頭角分區警署
- 啟德消防局
- 香港兒童醫院
- 神經科學專科卓越醫療中心（不遲於2023年）
- 啟德醫院（不早於2026年）
- 動物管理及動物福利綜合大樓

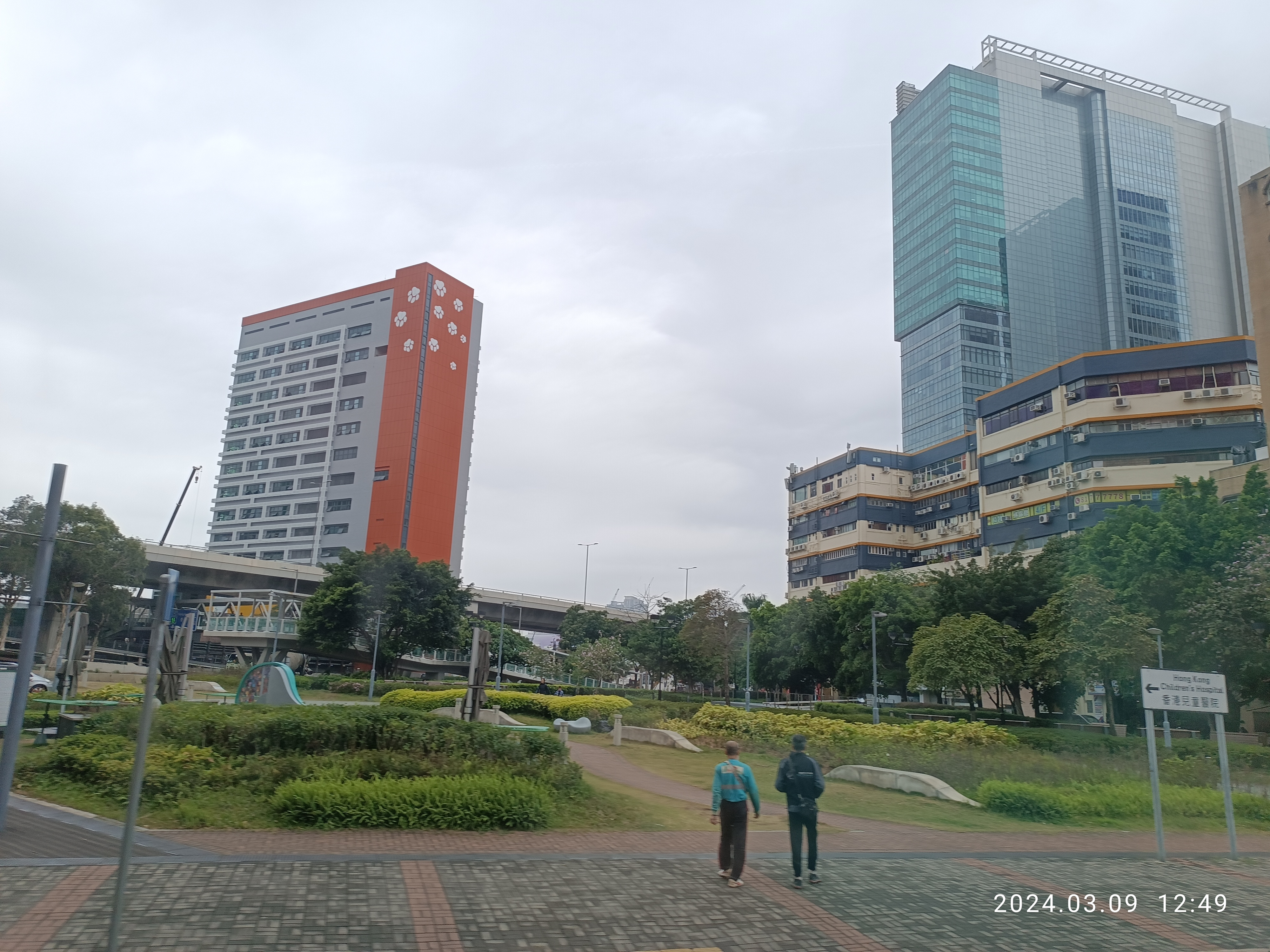
動物管理及動物福利綜合大樓（圖左橙灰色建築）

### 商業大廈
- AIRSIDE：租户包括PUMA、法國賽博集團、三菱日聯銀行及南豐集團

### 商場及購物中心
- AIRSIDE
- K11「啟德零售館」（2024年12月18日落成啟用）：雲集逾200家店舖，並設有維港畔的特色沿海餐飲區。
- The Twins雙子匯（2024年分階段落成）：包括崇光百貨（英語：SOGO）及生活零售綜合大樓
- 天璽•天商場 (2025年落成）

### 文娱及康樂
啟德區內文娱及康樂設施眾多，有佔地28公頃的啟德體育園及啟德跑道公園等。
- 啟德體育園：包括一座設有50,000座席的主場館──配有開合式天幕及可以移動草皮的世界級多用途體育場館，一座設有5,000座席的公眾運動場、一座室內體育館以及其他體育設施。
- 都會公園
- 啟德跑道公園
- 啟德空中花園
- 啟德大道公園
- 啟德車站廣場
- 觀塘海濱花園
- 龍津石橋保育長廊
- 宋皇臺公園
- 海心公園

## 住宅
啟德發展區提供約200萬平方米住宅樓面，合共30,000個住宅單位，主要為中產私人屋苑，亦有部分屋苑定位為豪宅。

### 私人屋苑

#### 啟德坊
- 啟德1號 (I) (II)（沐寧街2號、8號）
- OASIS KAI TAK（沐寧街10號）
- 天寰（沐寧街1號）
- 嘉匯（沐寧街7號）
- 龍譽（沐寧街9號）
- 尚．珒溋（沐泰街11號）
- 嘉峯匯（沐泰街9號）
- THE HENLEY（沐泰街7號）
- HENLEY PARK（沐泰街8號）
- MONACO（沐泰街12號）
- MONACO ONE（沐泰街10號）
- 天璽•天 (協調道10號)
- 煥然壹居（沐翠街3號）（為市區重建局首個自行發展的住宅項目）

#### 啟德跑道區
- 啟德海灣（承豐道15號）
- Double Coast（承豐道19號）
- 維港1號（承豐道21號）
- MIAMI QUAY（承豐道23號）
- 柏蔚森（承景街2號）
- 天璽•海（承豐道26號）
- 天瀧（承豐道22號）
- 澐璟（承富里2號）
- 維港雙鑽 (承豐道19號)
- Victoria Blossom (承豐道16號)

### 居屋

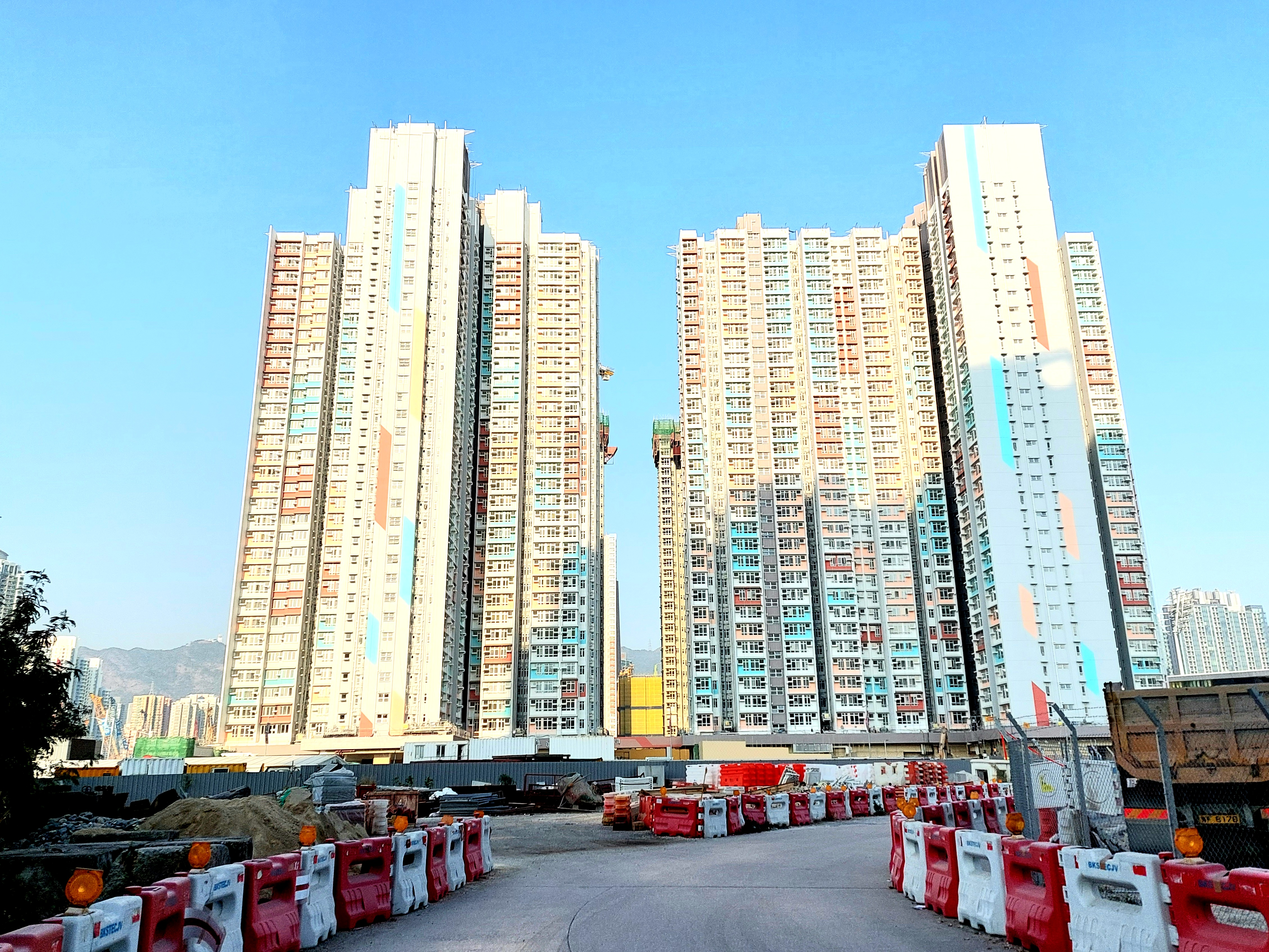
啟悅苑

- 啟朗苑
- 啟欣苑
- 啟悅苑
- 啟盈苑
- 樂啟軒

### 公屋
- 啟晴邨
- 德朗邨
- 樂啟樓及樂真樓

## 交通
港鐵於區内有两个港鐵站，分別為屯馬綫的啟德站及宋皇臺站，去旺角、中環及銅鑼灣車程分別約為15、23及26分鐘。
而啟德郵輪碼頭亦在啟德區内。